# 綱敷天満宮 (福岡市)
綱敷天満宮（つなしきてんまんぐう）は、福岡県福岡市博多区綱場町にある神社（天満宮）である。綱敷天神、綱場天満宮とも呼ばれる。
菅公聖蹟二十五拝の1つ。(第22番)

## 由来
菅原道真が大宰権帥に左遷されて赴任の途中、袖の港に上陸した時、住民達が綱で敷物を作り出迎えたと言われている。その後、その場所に社殿が建ち綱輪（つなわ）天神と呼ばれた。現在、社名は綱敷天満宮となり、社殿所在地の町名は綱場（つなば）となった。